# Psychologie in Erziehung und Unterricht
Psychologie in Erziehung und Unterricht (Abkürzung PEU) ist eine 1954 gegründete Zeitschrift, deren Fokus auf Vermittlung von Ergebnissen und Erkenntnissen der Psychologie für alle Aufgaben im Bereich von Erziehung, Beratung und Instruktion liegt. Sie erscheint vierteljährlich im Ernst Reinhardt Verlag und hat einen Jahresumfang von ca. 312 Seiten.

## Inhalt
Die Zeitschrift veröffentlicht Beiträge zu psychologischen Aspekten der familiären und vorschulischen Erziehung, der Ausbildung in Schule und Hochschule, der Weiterbildung sowie der psychologischen Diagnostik, der Beratung und Intervention im Kindes-, Jugend- und Erwachsenenalter. Psychologie in Erziehung und Unterricht ist eine psychologische Fachzeitschrift für Forschung und Praxis. Zu ihrer Zielsetzung gehört die Vermittlung von Ergebnissen und Erkenntnissen der Psychologie für alle Aufgaben im Bereich von Erziehung, Beratung und Instruktion.
Psychologie in Erziehung und Unterricht wendet sich an Erzieher, Lehrer und Hochschullehrer, an Erziehungs- und Familienberater, Schulpsychologen und Beratungslehrer, an Bildungs- und Berufsberater sowie an Studierende der Psychologie, der Erziehungs- und der Sozialwissenschaften.

## Herausgeber
(Quelle: )
- Olaf Köller (Geschäftsführender Herausgeber)
- Henrik Saalbach
- Birgit Träuble
- Martina Zemp